# Ditrichum subrufescens
Ditrichum subrufescens är en bladmossart som beskrevs av Brotherus 1891. Ditrichum subrufescens ingår i släktet grusmossor, och familjen Ditrichaceae. Inga underarter finns listade i Catalogue of Life.